# Francavilla di Sicilia
Francavilla di Sicilia – miejscowość i gmina we Włoszech, w regionie Sycylia, w prowincji Mesyna.
Według danych na rok 2004 gminę zamieszkiwało 4060 osób, 49,5 os./km².

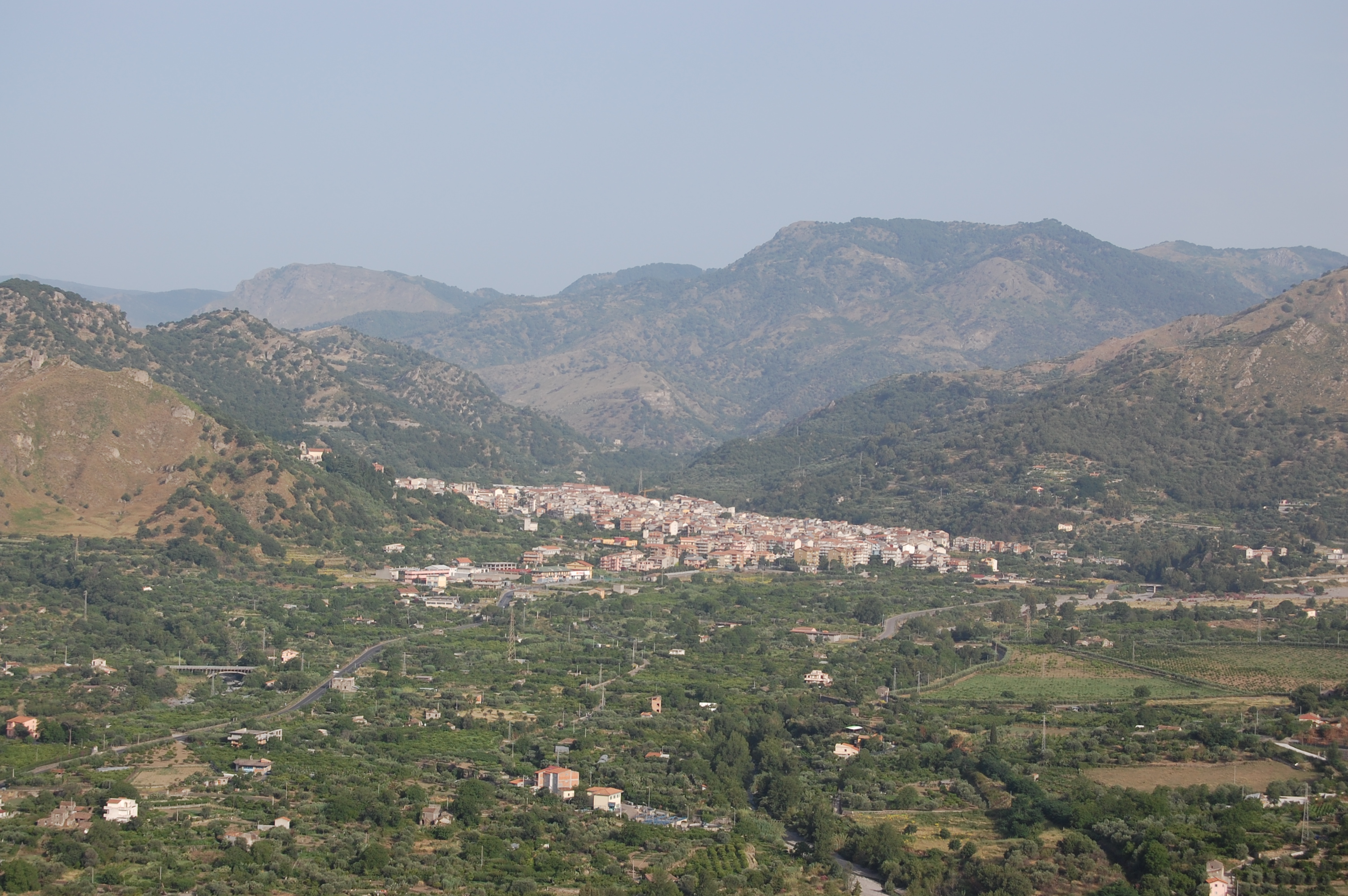
Francavilla e la Valle dell'Alcantara